# اورهان کمال
اورهان کمال (ترکی استانبولی: Orhan Kemal) ( زاده ۱۵ سپتامبر ۱۹۱۴، جیحان، آدانا - مرگ ۲ ژوئن ۱۹۷۰، صوفیه، بلغارستان ) نام مستعار محمد رشید اوغوتچو، رمان‌نویس تُرک اهل ترکیه است. او برای رمان‌های واقع‌گرای خود که زندگی فقرا در ترکیه را توصیف می‌کند شناخته می‌شود. 

## زندگینامه
اورهان کمال در آدانا، جیحان، در تاریخ ۱۵ سپتامبر ۱۹۱۴ متولد شد. او پسر عبدالقدیر کمالی بی، عضو مجلس و وزیر وقت، و آزیمه خانم بود. 
پدر کمال مجبور شد که از ترکیه به سوریه فرار کند، چرا که حزبش مشکوک به مشارکت در شورش‌های آن زمان شده بود و کمال تا سال ۱۹۳۲ همراه او در سوریه ماند. کمال به عنوان کارگر، بافنده و کارمند در یک کارخانه پنبه‌ریسی کار کرده است. هنگام انجام خدمت سربازی در سال ۱۹۳۸، عقاید سیاسی او منجر به محکومیت وی به ۵ سال زندان شد. اتهامات شامل "خواندن آثار ماکسیم گورکی و ناظم حکمت " و "تبلیغ برای رژیم های خارجی و تشویق به شورش" بود. در دوران زندان در شهر بورسا، کمال هم‌سلولی حکمت بود که تاثیر ادبی زیادی بر روی او گذاشت. او پیش ازملاقات با حکمت شعر می‌نوشت اما پس از آن با اشتیاقی که بدست آورد بود به داستان‌نویسی روی آورد. پس از آزاد شدن از زندان در سال ۱۹۴۳، او به آدانا بازگشت و به عنوان کارگر مشغول به کار شد و همچنین شروع به انتشار نوشته هایش کرد. گرچه او به عنوان شاعر آغاز به کار کرده بود، اما خیلی زودی و از سال ۱۹۴۳ شروع به انتشار داستان مستعار اورهان کمال کرد. 
پس از تولد فرزند سومش در سال ۱۹۵۱، کمال و خانواده‌اش به استانبول نقل مکان کردند که در آنجا او ابتدا مجبور به کارگری شد و سپس از سال ۱۹۵۱ به عنوان کارمند در بنیاد مبارزه با بیماری سل، با حقوق کم استخدام شد و تمام وقتش را به نوشتن اختصاص داد. 
او در سال ۱۹۶۶ دوباره و این بار به دلیل «شکل‌دهی واحد تبلیغات کمونیستی» بازداشت شد اما دو ماه بعد و پس از اینکه این اتهامات اثبات نشدند، آزاد شد. 
اورهان کمال در دوم ژوئن ۱۹۷۰ در بیمارستانی در صوفیه، به علت خونریزی مغزی، در حالی که به دعوت اتحادیه نویسندگان بلغارستان از بلغارستان بازدید می‌کرد، درگذشت . او در گورستان زینجیرلیکویوی، استانبول به خاک سپرده شد.

## آثار
داستان‌ها و رمان‌های اورهان کمال زندگی قشر معمولی کارگر که در تلاش برای حفظ شرافت خود در شرایط فقر و محرومیت هستند را نشان می دهند. اولین شعر او در نشریه ییدگیون به نام دیوارها منتشر شد. شعرهای دیگر او عبارتند از هفت روز و مجموعه‌ی نو. 
در سال ۱۹۴۲ او نام مستعار اورهان کمال را در زمان نوشتن داستان‌ها و اشعارش در نشریه یوریویوش برگزید. او در سال ۱۹۴۴ و در پی انتشار داستان‌هایش در نشریه وارلیک مشهور شد. اولین مجموعه از داستان‌های کوتاه او با نام جنگ برای نان و اولین رمانش با نام بابای خانه در سال ۱۹۴۹ منتشر شدند. در کارهای ابتداییش، کمال شخصیت‌هایی از مهاجرین آدانا را نشان می دهد و ساختار اجتماعی، روابط کارگر و کارفرما و مبارزات روزانه‌ی خرده‌های ترکیه‌ی صنعتی را توصیف می‌کند. قصد او ارائه‌ی دیدگاهی خوشبینانه به وسیله‌ی قهرمان داستان‌هایش بوده است. او هرگز تصویرسازی ساده‌ی خود را تغییر نداد و به همین دلیل تبدیل به یکی از معروف‌ترین داستان‌نویسان ترکیه شد. کمال همچنین چندین نمایش‌نامه و فیلمنامه از جمله مرغان برفی و سهم برابر را نوشته است و بسیاری از کارهای او بعداً موضوع فیلم یا نمایش بوده‌اند. نمایش‌نامه‌ی سلول ۷۲ که در مورد دوران زندان کمال در دهه‌ی ۱۹۴۰ بوده، دو بار مورد اقتباس سینمایی قرار گرفته که آخرین آن در سال ۲۰۱۱، با بازی بازیگران مشهوری چون هولیا آوشار و یاووز بینگل بوده است. 

## بزرگداشت
موزه ادبیات و کتابخانه‌ی اورهان کمال که به آثار او اختصاص دارد در آپارتمانی که کمال ۳۰ در آن زندگی می‌کرده است در استانبول ساخته شده است. پس از مرگ او یک جایزه ادبی به نام او، از سال ۱۹۷۲ پایه‌گذاری شده است. 
سالگرد تولد ۱۰۰ سالگی او در سال ۲۰۱۴ جشن گرفته شد و  در هفتم ژانویه ۲۰۱۵، مرکز فرهنگی شهرداری چوکوروا در آدانا که محل تولد اوست مرکز فرهنگی اورهان کمال تغییر نام یافت. 